# Teucholabis pahangensis
Teucholabis pahangensis är en tvåvingeart som beskrevs av Edwards 1928. Teucholabis pahangensis ingår i släktet Teucholabis och familjen småharkrankar. Inga underarter finns listade i Catalogue of Life.